# Episinus pyrus
Episinus pyrus är en spindelart som beskrevs av Claude Lévi 1964. Episinus pyrus ingår i släktet Episinus och familjen klotspindlar.
Artens utbredningsområde är Panama. Inga underarter finns listade i Catalogue of Life.